# Солсбери, Роберт Гаскойн-Сесил
Роберт Артур Талбот Гаскойн-Сесил, 3-й маркиз Солсбери (англ. Robert Arthur Talbot Gascoyne-Cecil, 3rd Marquess of Salisbury, 3 февраля 1830 — 22 августа 1903) — британский государственный деятель из рода Сесилов, премьер-министр Великобритании в 1885, 1886—1892 и 1895—1902 годах, четырежды министр иностранных дел (1878, 1885—86, 1886—92, 1895—1900), депутат Палаты общин от Консервативной партии, член Палаты Лордов (последний на сегодняшний день в истории член этой палаты, занимавший, будучи таковым, пост премьер-министра Великобритании). Проводил империалистическую политику, направленную на приращение территории Британской империи в Африке и других регионах. Отец Роберта Сесила — идеолога Лиги Наций.

## Путь к премьерству
Премьер-министр родился, был воспитан и умер в родовом имении Хэтфилд-хаус. Он был вторым сыном Джеймса Браунлоу Уильяма Гаскойна-Сесила, 2-го маркиза Солсбери (1791—1868) из рода Сесилов, который вёл своё происхождение от Уильяма Сесила (первого министра Елизаветы I) и от Роберта Сесила (первого министра Якова I). Мать из рода Гаскойнов, Фрэнсис Мэри Гаскойн (1802—1839), была наследницей крупных землевладений.
После смерти матери 10-летний Роберт был отправлен в Итонскую школу. Воспитатели отмечали его замкнутый характер, сверстники подшучивали над ним. В 15 лет отец вернул его в своё поместье, приставив к нему частных учителей. В 18 лет Сесил-Гаскойн отправился учиться в Оксфорд, но вскоре прервал обучение из-за слабого здоровья (которым отличался также и его старший брат) и по совету врачей отправился в круиз к берегам Австралии и Новой Зеландии.
Сесил вернулся из 2-летних странствий повзрослевшим, его стали интересовать вопросы общественной жизни. В 1853 году он принял предложение консерваторов избраться в Палату общин от Стемфорда. Вопреки мнению отца, он в 1857 году настоял на браке с Джорджиной Олдерсон, девушкой из семьи среднего достатка. Семья была большой — пятеро сыновей и две дочери.
После смерти старшего брата в 1865 году использовал титул учтивости виконт Кранборн, а до этого был известен как лорд Роберт Сесил. После смерти отца в 1868 году унаследовал титул маркиза Солсбери вместе с местом в Палате лордов.
За первые 20 лет своей политической карьеры Солсбери только однажды входил в правительство (министр по делам Индии с июля 1866 по март 1867 г). Он интересовался ботаникой и феноменом магнетизма, выстроил в Хэтфилдской усадьбе лабораторию для экспериментов с электричеством, популярно объяснял политику тори в газетных статьях, но к правительству Дизраэли относился со скрытым подозрением.
В феврале 1874 года Солсбери сумел побороть свои предрассудки и вступил в правительство Дизраэли, где поначалу отвечал за управление Британской Индией, а в 1878 году получил портфель министра иностранных дел. Это был период, когда после очередной русско-турецкой войны Россия стремилась получить контроль над Константинополем. Своими действиями на Берлинском конгрессе Солсбери  удалось аннулировать успехи русского оружия, за что королева Виктория поощрила его высшей наградой — орденом Подвязки.
После смерти Дизраэли в 1881 году Солсбери был избран новым лидером консервативной партии. После четырех лет активного оппонирования либералам в парламенте он в июне 1885 года наконец смог сформировать собственное правительство. Уже через полгода ему пришлось уступить свой пост Гладстону. Главным предметом политических баталий в то время выступал вопрос о гомруле. В отличие от Гладстона, Солсбери считал любые уступки ирландцам недопустимыми.

## Глава правительства

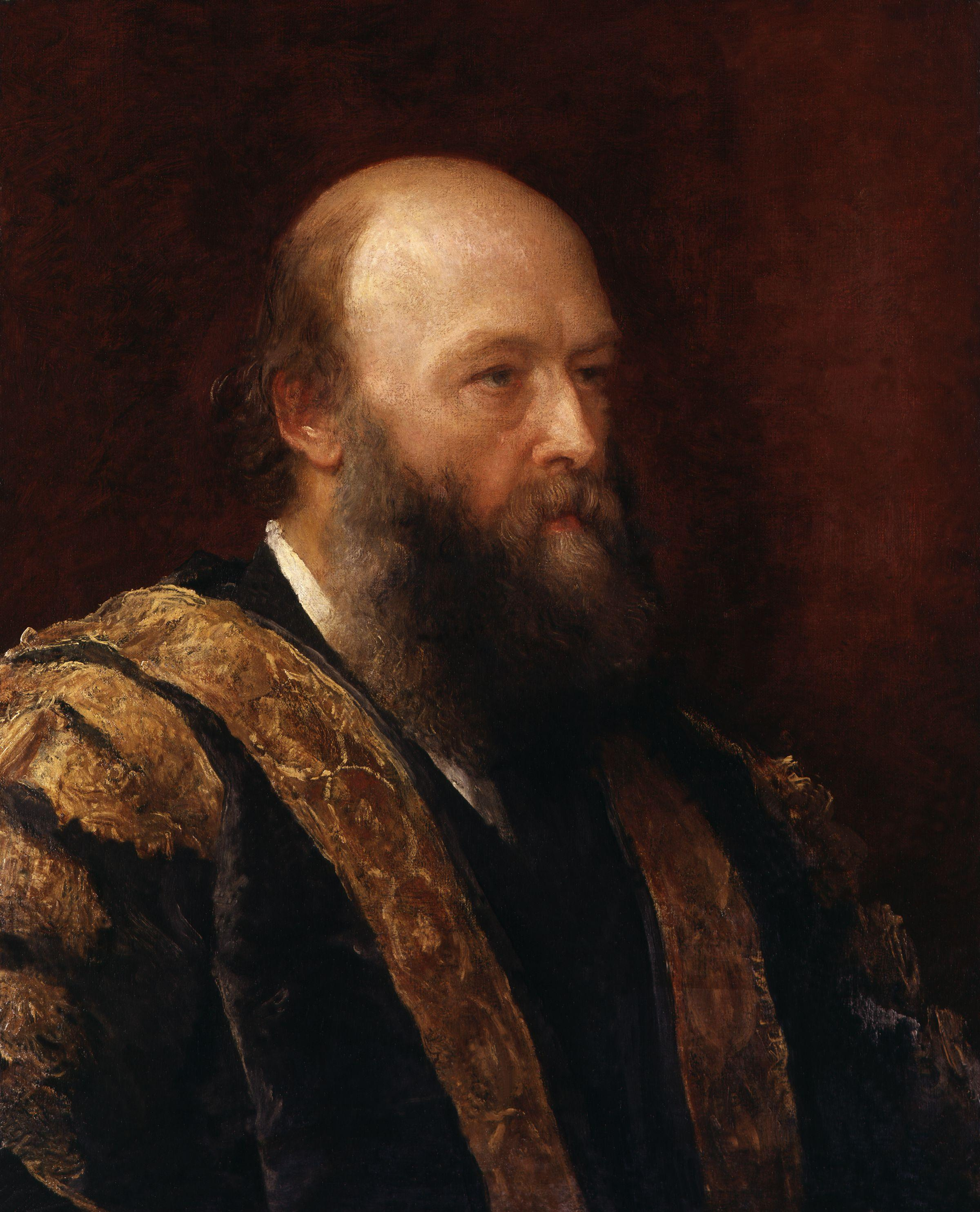
Портрет кисти Дж. Ф. Уоттса

Вершиной карьеры Солсбери стали три премьерства (1885—1886, 1886—1892, 1895—1902). Одновременно с премьерским он предпочитал оставлять за собой пост министра иностранных дел. Основным интересом Солсбери было продвижение имперских интересов викторианской Англии по всему миру. Прочие вопросы он зачастую оставлял на усмотрение конкретных министров.
Целью Солсбери было установление европейского «согласия», и он сумел добиться того, что в эти годы в Европе не было ни одного серьёзного международного конфликта. Неоднократные столкновения с Францией, Германией и Россией так и не вылились при Солсбери в вооружённое противостояние. Наиболее острыми были Фашодский кризис 1898 года и Венесуэльский кризис 1895 года. Пытаясь расширить пределы империи, Солсбери был одной из основных движущих сил «драки за Африку». Он посылал лорда Китченера на покорение Судана, при его попустительстве Чемберлен развязал войну с бурами. Империалистические устремления оправдывались цивилизаторской миссией европейцев по отношению к «отсталым» расам.
«Старые» державы вроде Османской империи не вызывали у Солсбери (в отличие от его предшественников-консерваторов, среди которых особенно выделяется Дизраэли) никакой симпатии. В 1896 году он был готов на вооружённое вмешательство, чтобы остановить резню армян в Турции. Любые союзные обязательства он считал рискованными и старался поддерживать нейтралитет в эпоху, когда Германия вступила в союз с Австрией, а Франция — с Россией. Планы британско-германского альянса, лелеемые Чемберленом, не имели его поддержки.
Ухудшающееся здоровье заставило Солсбери в 1900 году уступить пост министра иностранных дел лорду Лансдауну и два года спустя выйти в отставку. На исходе его эпохи Лансдаун стал отказываться от проводившейся ранее политики изоляционизма, заключив в январе 1902 года пакт о союзе с Японией. Умер Солсбери 22 августа 1903. На посту премьер-министра его сменил племянник — Артур Бальфур. Солсбери был последним из премьер-министров, назначенных из членов Палаты лордов, а не Палаты общин.

## Личная жизнь

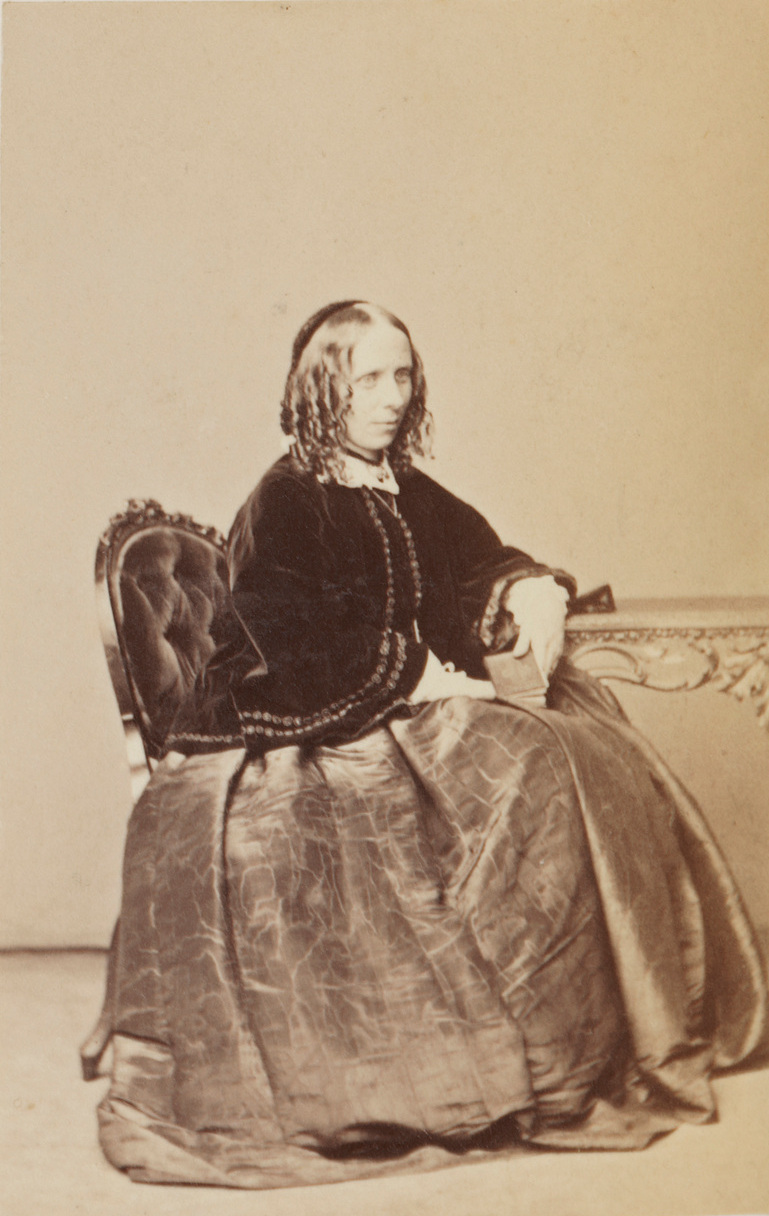
Джорджина Гаскойн-Сесил, маркиза Солбсери

Лорд Солсбери был третьим сыном Джеймса Гаскойна-Сесила, 2-го маркиза Солсбери, второстепенного консервативного политика. 11 июля 1857 года он бросил вызов своему отцу, который хотел, чтобы он женился на богатой наследнице, чтобы защитить земли семьи. Вместо этого он женился на Джорджине Шарлотте Олдерсон (1827 — 20 ноября 1899), дочери сэра Эдварда Олдерсона, известного судьи и более низкого социального положения, чем Сесилы. Брак оказался счастливым. У Роберта и Джорджины было восемь детей, из них все, кроме одного, пережили младенчество. Он был снисходительным отцом и позаботился о том, чтобы у его детей было гораздо лучшее детство, чем то, через которое он прошел. Отрезанный от семейных денег, Роберт поддерживал свою семью посредством журналистики и позже примирился с отцом.
- Леди Беатрикс Мод Сесил (11 апреля 1858 — 27 апреля 1950); 27 октября 1883 года она вышла замуж за Уильяма Палмера, 2-го графа Селборна. У них было четверо детей.
- Леди Гвендолен Сесил (28 июля 1860 — 28 сентября 1945), автор и биограф своего отца; она никогда не была замужем. SS Gwendolen, спущенный на воду в 1899 году на озере Ньяса, был назван в ее честь.
- Джеймс Эдвард Хьюберт Гаскойн-Сесил, 4-й маркиз Солсбери (23 октября 1861 — 4 апреля 1947); он женился на леди Сисели Гор 17 мая 1887 года. У них было семеро детей.
- Лорд Руперт Эрнест Уильям Сесил, епископ Эксетера (9 марта 1863 — 23 июня 1936); он женился на леди Флоренс Бутл-Уилбрахам (? — 1944) 16 августа 1887 года. У них было семеро детей.
- Лорд Эдгар Элджернон Роберт Сесил, 1-й виконт Сесил Челвудский (14 сентября 1864 — 24 ноября 1958); он женился на леди Элеоноре Лэмбтон (1868—1959) 22 января 1889 года.
- Достопочтенная Фанни Джорджина Милдред Сесил (1865 — 24 апреля 1867)
- Лорд Эдвард Герберт Сесил (12 июля 1867 — 13 декабря 1918); он женился на Вайолет Макс (1872—1958) 18 июня 1894 года. У них было двое детей.
- Лорд Хью Ричард Хиткот Сесил, 1-й барон Квиксвуд (14 октября 1869 — 10 декабря 1956). Холост и бездетен.

Сам маркиз Солсбери страдал прозопагнозией, когнитивным расстройством, из-за которого трудно узнавать знакомые лица.

## Источник
- Биография в Британской энциклопедии